# Митра (индийский бог)
Митра́ (Mitra) — древнеиндийское божество, восходящее к индоиранскому (или арийскому) периоду, т. е. известное народу-предку индийцев и иранцев. Веды представляют Митру постоянным спутником верховного бога Варуны, стоящего во главе семи великих богов Адитиев. Обоим божествам вместе посвящены многие гимны Ригведы и не более пяти — Митре, как отдельному божеству. Поэтому нет ни одного эпитета, который исключительно характеризовал бы Митру и отличал его от его спутника. 
Семь адитиев, с Варуной и Митрой во главе, являются верховными мироправителями, блюстителями космического и нравственного порядка. Они называются царями, дающими ненарушимые уставы. С вершины неба обозревают Варуна и Митра всё мироздание и восходят на престол с восходом солнца, которое называется иногда их оком. В гимнах, однако, существует представление, что Митра владычествует над днём и солнцем, а Варуна — над ночью; но вообще первоначальный солярный характер Митры значительно побледнел у индийцев сравнительно с иранцами, видевшими в Митре световое божество. 
Как бог солнца Митра уступил свое место богу Сурье и принял более отвлечённый характер верховного блюстителя нравственного света — правды и добродетели. Однако следы солярного значения Митры сохранились как в ведийских гимнах, так и в религиозно-философских произведениях брахманического периода, в которых повторяется представление о том, что Митре принадлежит день, а Варуне ночь, или что Митра создал день, а Варуна ночь, согласно с чем и предписывается Митре приносить в жертву животное светлого цвета, а Варуне — темноцветное. 
Уже в ведийском периоде культ Варуны и Митры и вообще богов Адитиев отступает на второй план сравнительно с чествованием более доступных и популярных богов — громовника Индры и бога огня Агни. Исследователи индоиранской мифологии уже давно указывали на соответствие индийских Адитиев семи иранским верховным духам Амеша-Спента. Глава Адитиев, Варуна, близко напоминает иранского Ахурамазду; спутник Варуны — Митра соответствует иранскому солнечному богу Митре; отвлечённые имена Амеша-Спента, олицетворяющих нравственно-религиозные понятия, представляют до некоторой степени параллель отвлечённым именам индийских Адитиев: так, Митра собственно значит дружественный, друг, имя другого из Адитиев, Арьяман, имеет тоже значение друга, и прочее. Высказано было предположение, что индоиранские представления о семи верховных богах сложились под влиянием семитического (вавилоно-ассирийского) культа планет, к числу которых причислялись солнце и луна, что составляло семерицу верховных божеств. Однако до сих пор эта гипотеза ещё не имеет прочного основания.